# Rutilia ethoda
Rutilia ethoda är en tvåvingeart som först beskrevs av Walker 1849.  Rutilia ethoda ingår i släktet Rutilia och familjen parasitflugor. Inga underarter finns listade i Catalogue of Life.